# Acta Chimica Slovenica
Acta Chimica Slovenica is een wetenschappelijk tijdschrift met peer review, dat wordt uitgegeven door de Slovenian Chemical Society. De naam wordt gewoonlijk afgekort tot ACSi of Acta Chim. Slov. Het tijdschrift publiceert algemeen onderzoek uit de scheikunde.
Acta Chimica Slovenica werd opgericht in 1954. In 2017 bedroeg de impactfactor van het tijdschrift 1,104 en daarmee is het het meest impactvolle Sloveens wetenschappelijk tijdschrift. Sedert 1993 wordt het ook gepubliceerd onder de Sloveense naam Vestnik Slovenskega kemijskega društva.